# Nouans-les-Fontaines
Nouans-les-Fontaines – miejscowość i gmina we Francji, w Regionie Centralnym, w departamencie Indre i Loara.
Według danych na rok 1990 gminę zamieszkiwało 828 osób, a gęstość zaludnienia wynosiła 13 osób/km² (wśród 1842 gmin Regionu Centralnego Nouans-les-Fontaines plasuje się na 477. miejscu pod względem liczby ludności, natomiast pod względem powierzchni na miejscu 36.).